# 레이 베이커
레이 베이커(Ray Baker, 1948년 7월 9일 ~ )는 미국의 배우, 연극 배우, 텔레비전 배우이다.
오마하에서 태어났다.

## 방송
- 히어로즈 시즌1
- 위드아웃 어 트레이스 1
- 시빌

## 영화
- 에이리언 시즈 (2005년)
- 저지먼트 데이: 지구붕괴 (2005년)
- 코치 카터 (2005년) - 세인트 프랜시스 코치 역
- 더 라스트 런 (2004년)
- 위드아웃 어 패들 (2004년)
- 44분 - 헐리우드 북쪽 (2003년)
- 홀즈 (2003년)
- 더 트립 (2002년)
- 위드아웃 어 트레이스 1 (2002년)
- 에어리어 52 (2001년)
- 스위트 노벰버 (2001년) - 버디 리치 역
- 왓 라이즈 비니스 (2000년) - 닥터 스탠 포웰 역
- 여기보다 어딘가에 (1999년) - 테드 역
- 기적의 생존자 (1998년)
- 하드 레인 (1998년)
- 퍼펙트 바디 (1997년)
- 페릴 (1997년)
- 천 에이커 (1997년)
- 투마로우 맨 (1996년)
- 체이스 맨 (1996년)
- 다크 엔젤 (1996년)
- 파이널 디씨전 (1996년) - 기장 역
- 시빌 (1995년)
- 여비서 (1995년)
- 파이널 컷 (1995년)
- 비밀 캠프 (1994년)
- 에드 우드 (1994년)
- 베스트 캅 (1994년)
- 스피치리스 (1994년)
- 리오 그란데 (1993년)
- 프릭스 대모험 (1993년)
- 헥시나 (1993년)
- 중년의 함정 2 (1992년)
- 집시 반란 (1990년)
- 하트 컨디션 (1990년)
- 치욕의 법정 (1990년)
- 토탈 리콜 (1990년) - 봅 맥클레인 역
- 디 아메리칸 익스피어리언스 (1988년)
- 물적 증거 (1988년)
- 사랑과 정열 (1988년)
- 위기의 핵폭발 (1988년)
- 레인 맨 (1988년)
- 앳 마더스 리퀘스트 (1987년) - 마이크 조지 역
- 긴 여로, 짧은 행복 (1987년)
- 실버라도 (1985년)
- C.H.U.D. (1984년)
- 마음의 고향 (1984년)
- 메릴스트립의실크우드 (1983년)
- 드림 하우스 (1981년)
- 글로리아 (1980년)

## 드라마
- 히어로즈 (2006년)